# Абдуррахман Моманд
Абдуррахма́н Мома́нд (вариант ударения: Абдуррахма́н Мо́манд), также известный как Рахман Баба (1632, Бахадур — 1706, Пешавар) — один из самых популярных и, возможно, самый известный афганский поэт-суфий. Его диван (полный сборник стихов) первый раз был напечатан в Лахоре в 1876 г.

## Биография
Абдуррахман Моманд родился в деревне Бахадур (территория сегодняшнего Пакистана, близ Пешавара) в небогатой семье из племени моманд. Как и Абдулхамид Моманд писал на языке пашто. В стихах критиковал лицемерный аскетизм и ханжество.

## Издания
- Диван // В кн.: Из афганских песен и стихов. М., 1955; Сказки и стихи Афганистана. М.: Художественная литература, 1958 г.